# 石果鹤虱
石果鹤虱（学名：Lappula spinocarpos）是紫草科鹤虱属的植物。分布于非洲、亚洲、欧洲以及中国大陆的新疆等地，生长于海拔600米至1,500米的地区，一般生于准噶汞盆地戈壁滩、小蓬灌丛中、荒漠中的假木贼及山前台地亦有生长，目前尚未由人工引种栽培。